# Immenhausen (Meschede)
Immenhausen ist eine Siedlung im Mescheder Stadtteil Berghausen im nordrhein-westfälischen Hochsauerlandkreis.

## Geografie

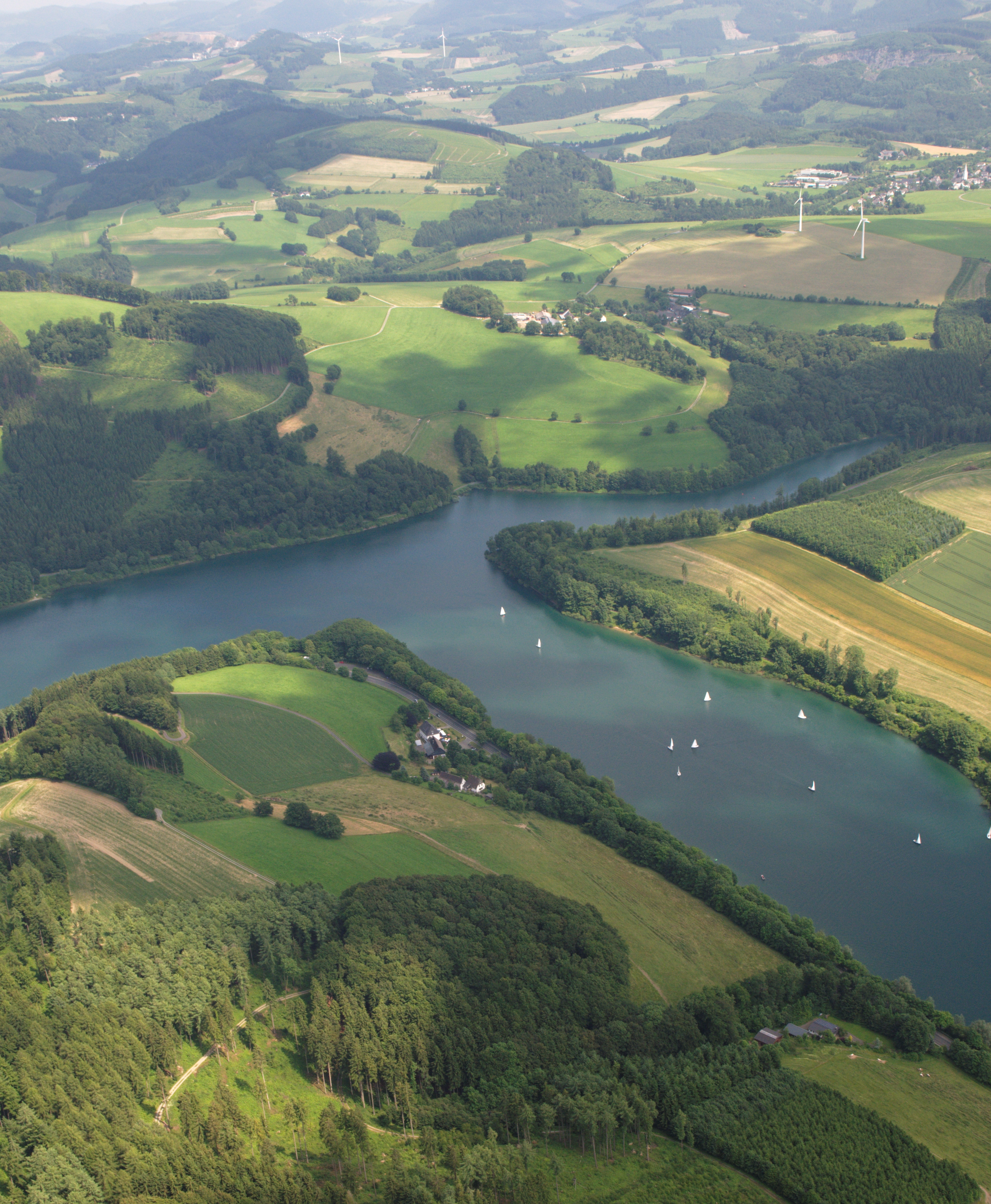
Lage an der Hennetalsperre

Der Ort liegt an der Bundesstraße 55 an der Hennetalsperre. Angrenzende Orte sind Enkhausen und Berghausen.

## Geschichte
In „Immenhusen“ befand sich im 14. Jahrhundert eine Hufe des Stiftes Meschede. Seit der Neugliederung durch das Sauerland/Paderborn-Gesetz zum 1. Januar 1975 gehört Immenhausen als Siedlung im Stadtteil Berghausen zum Hochsauerlandkreis und zur Stadt Meschede, vorher zur Gemeinde Meschede-Land.